# Castillo de Santa Catalina (slott i Spanien, Andalusien, Provincia de Cádiz, lat 36,53, long -6,32)
Castillo de Santa Catalina är ett slott i Spanien.   Det ligger i provinsen Provincia de Cádiz och regionen Andalusien, i den sydvästra delen av landet, 500 km sydväst om huvudstaden Madrid.
Terrängen runt Castillo de Santa Catalina är platt. Runt Castillo de Santa Catalina är det mycket tätbefolkat, med 4 039 invånare per kvadratkilometer. Närmaste större samhälle är Cádiz, 2,4 km öster om Castillo de Santa Catalina. 